# 村部大介
村部 大介（むらべ だいすけ）は、日本の実業家、経営者、作詞家。株式会社サプライズモール(SURPRISE MALL Co.,ltd)代表取締役社長。「メモリプレイ」の仕掛け人。

## 人物・経歴
芸能事務所勤務、ウェディングプランナーなどを務める中で、結婚式のラストに式場内がざわめく中で新婦が両親宛ての手紙を読むという状況に対し「より際立つ演出をしたかった」との思いから、2013年、メモリプレイの事業を開始。芸能プロやサプライズモール社専属の子役・役者から新郎、新婦に似た雰囲気を持つ人材を起用し演技を指導、指導を受けた子役・役者たちが結婚式に出席した新郎新婦の両親の前に登場、子供の頃のエピソードや出来事、思い出を回想させる劇、当時の時代や流行を想起させる音楽・ダンスなどを上演、それにより、結婚式場が涙や笑いに包まれる様子が「泣ける」と反響を呼び、動画サイトで計346万回以上再生された。また、中居正広は自身の出演する番組内でメモリプレイを紹介、めちゃイケ『中居＆ナイナイ日本一周FINAL』にて中居から岡村隆史、矢部浩之等、各出演メンバーへ宛てたメモリプレイが上演された。2017年3月3日、運営する株式会社サプライズモールに対し法人番号指定。自身も各種テレビ番組への出演歴があり、ゲンバビトでは「7分間で100％泣かせる男」として、日本全国から月20～30件の依頼を受け、メモリプレイの台本の企画立案・執筆、さらに出演者オーディションを開催、演技指導、子役のマネージメント等、業務の様子が紹介され、「結婚式は、両親にとって卒業式。絶対に泣かすぞというつもりでやっています」と語っている。また、新・情報7days ニュースキャスターでは、「関西なら関西の役者」など地域に合わせた演者起用の方向性などについて発言している。

## 出演
- 優しい人なら解ける クイズやさしいね（フジテレビ、2016年9月20日放送）[8]
- スッキリ!!（日本テレビ、2017年2月16日放送　かなり斬新！泣けると話題の結婚式の「新演出」）[9]
- 今日感ニュース（RKB毎日放送、2018年4月25日放送）
- ゲンバビト（TBS、2018年5月27日放送）
- 新・情報7days ニュースキャスター（TBS、2018年6月23日放送）

## 掲載
- 西日本新聞朝刊（2017年11月29日掲載）

## 作詞
- 『メモリプレイ』（歌：fumika、作曲・編曲：秋山雄祐(Akeeeeem from イーシス)）[10]

## 関連リンク
- 株式会社サプライズモール　SURPRISE MALL Co.,ltd